# Gliese 10
Gliese 10 is een type F hoofdreeksster in het sterrenbeeld Walvis op 61,60 lichtjaar van de Zon. De ster is tussen de 3,6 en 5,8 miljard jaar oud.